# Vicente Francisco
Vicente Santos Francisco (* 19. Juli 1891 in Cavite, Provinz Cavite; † 19. Juli 1974) war ein philippinischer Politiker.

## Leben
Nach dem Schulbesuch studierte er Rechtswissenschaften an der Escuela de Derecho in Manila und schloss dieses Studium 1914 mit einem Bachelor of Laws (LL.B.) ab. Im Anschluss besuchte er Kurse im Handels- und Verfahrensrecht in den USA.
Nach seiner Rückkehr auf die Philippinen wurde er Professor an der University of Manila und war später auch Dekan der dortigen juristischen Fakultät (College of Law). Als Jurist verfasste er nicht nur Fachaufsätze, sondern war auch Präsident der Rechtsanwaltsliga der Philippinen und Redakteur von deren Zeitung Lawyers League Journal.
1934 war er für Cavite auch Mitglied der Verfassunggebenden Versammlung, die das Commonwealth der Philippinen schuf. Später war er Eigentümer und Präsident der East Publishing Company, Inc. Darüber hinaus war er auch weiterhin als Rechtsanwalt in seiner eigenen Anwaltskanzlei tätig, in die unter anderem 1937 der spätere Bürgermeister von Manila Arsenio Lacson als Anwalt eintrat.
Bei den Wahlen vom 23. April 1946 wurde er als Kandidat der Nacionalista Party, deren liberalen Flügel er angehörte, mit dem besten Stimmenergebnis zum Mitglied in den Senat gewählt und gehörte diesem bis November 1951 an. Während dieser Zeit war er als Majority Floor Leader von 1946 bis 1949 auch Führer der Mehrheitsfraktion im Senat. In dieser Funktion war er maßgeblich am Gesetz zur Wiedereinrichtung des Appellationsgerichts vom 4. Oktober 1946 (Republic Act RA 52) beteiligt.
Daneben wurde er im Januar 1948 von der UN-Vollversammlung zum Mitglied der Kommission der Vereinten Nationen für Palästina.
Am 8. November 1949 kandidierte er an der Seite des Präsidentschaftskandidaten und damaligen Senatspräsidenten José Avelino für das Amt des Vizepräsidenten, erhielt dabei aber nach Fernando López und Manuel Briones mit nur 1,73 Prozent das mit Abstand schlechteste Ergebnis. Francisco vertrat Avelino bereits zuvor als Rechtsbeistand in Verfahren vor dem Obersten Gerichtshof gegen Vorwürfe von anderen Senatsmitgliedern wie den nachmaligen Senatspräsidenten Mariano Cuenco sowie in anderen Verfahren vor dem Obersten Gerichtshof.
Nach Beendigung seiner Senatsmitgliedschaft war er wiederum als Rechtsanwalt tätig und verteidigte unter anderem auch seinen vorherigen Gegner um die Vizepräsidentschaft Fernando Lopez in einem Verfahren um Rundfunkrechte. Zu seinen Juniorpartnern zählten auch bekannte Anwälte wie Rodolfo Yabes.